# De fem klassikerna

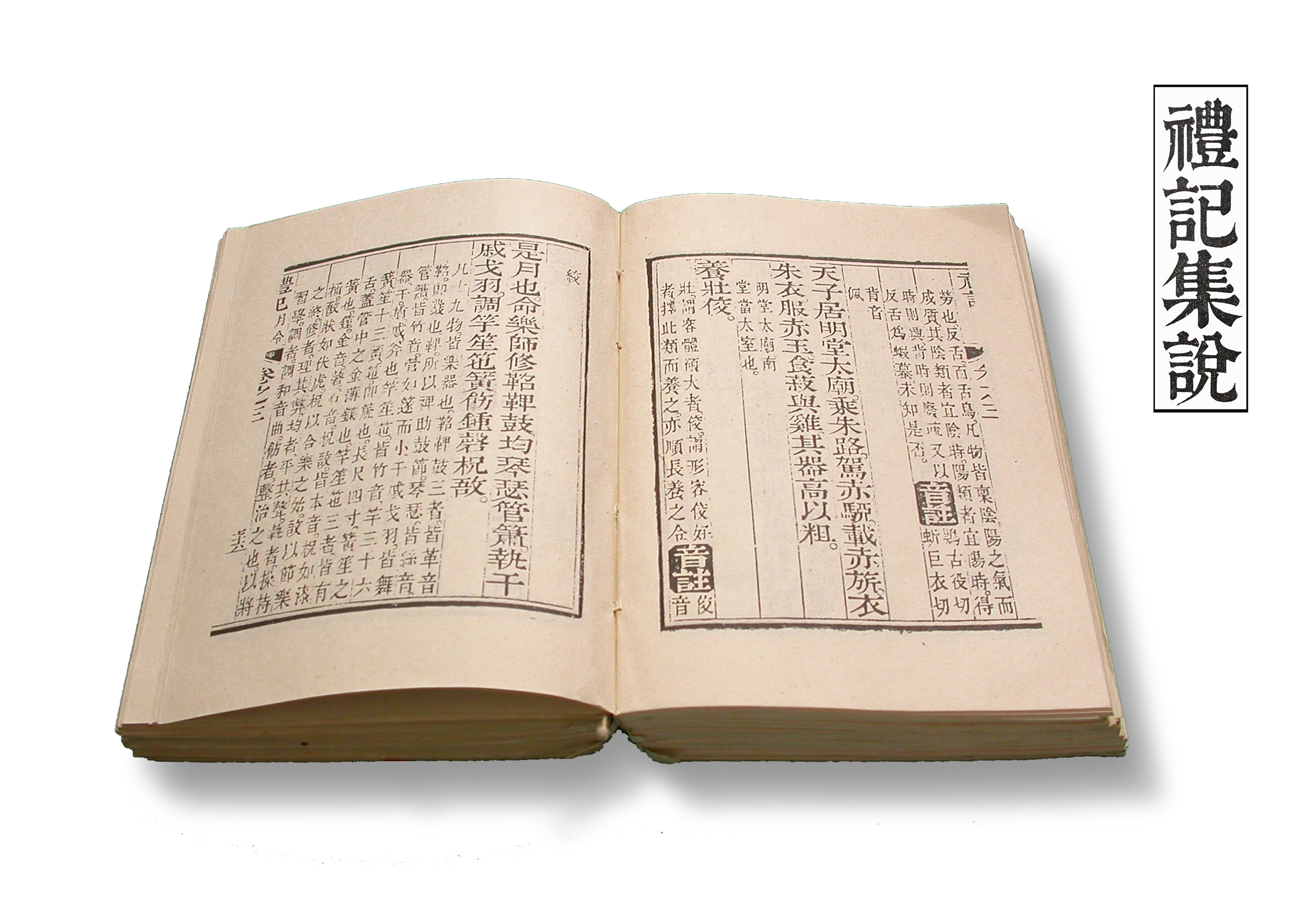
Riternas bok, Li Ji

De fem klassikerna (kinesiska: 五經, pinyin: Wǔjīng) är en samling bestående av fem grundläggande kinesiska böcker som används i konfucianismen. Enligt kinesisk tradition blev dessa verken antingen skrivna (enligt "den gamla textskolan") eller sammanställda och redigerade (enligt "den nya textskolan") av Konfucius själv.
1. Förvandlingens bok, I Ching (kinesiska: 易經, pinyin: Yi Jing), en beskrivning av I Ching.
2. Sångernas bok eller Poesins bok, Shih Ching (kinesiska: 詩經, pinyin: Shī Jīng), består av 305 dikter/sånger.
3. Riternas bok, Li Ji (kinesiska: 禮記, pinyin: Lǐ Jì), om riter och ceremonier som reglerade det sociala och religiösa livet
4. Dokumentens bok, Shu Ching (kinesiska: 書經, pinyin: Shū Jīng), kommenterad samling av lagar och förordningar.
5. Vår- och höstannalerna, Chūn Qiū, (kinesiska: 春秋, pinyin: Chūn Qiū eller kinesiska: 麟經, pinyin: Lín Jīng),  behandlar riket Lu's historia.

Musikens bok, Yue jing, betecknas ibland som en sjätte klassiker i serien, men den var förlorad redan under Handynastins tid, förmodligen förstörd vid bokbränningen under Qin-dynastin på 210-talet f.Kr.